# Boteni
Boteni is een Roemeense gemeente in het district Argeș.
Boteni telt 2603 inwoners.